# Peces d'escacs de Lewis
Les peces d'escacs de Lewis (o peces d'escacs d'Uig, pel nom de la badia on es trobaren) són un grup de 78 peces d'escacs del segle xii, la majoria de les quals són de vori de morsa, descobertes el 1831 a l'illa de Lewis, a les Hèbrides Exteriors, Escòcia. Són un dels pocs conjunts de peces d'escacs medievals complets que han sobreviscut fins avui, tot i que no és clar si amb les peces variades existents es podria fer algun joc sencer tal com era originàriament. Actualment, les peces són propietat (i són exhibides) del Museu Britànic a Londres, que en té 67, i pel Museu Reial a Edimburg, que en té la resta. Hi ha hagut controvèrsia recent sobre el lloc principal més apropiat per a l'exhibició de les peces.

## Origen
Les peces varen ser fetes probablement a Noruega, potser per artesans de Trondheim, al segle xii, tot i que alguns investigadors n'han suggerit uns altres orígens, també als països nòrdics. (Durant aquell període, les Hèbrides Exteriors, juntament amb altres grups principals d'illes escoceses, eren governades per Noruega.)
Segons el Dr. Alex Woolf, director de l'Institut d'Estudis Medievals de la Universitat de St. Andrews, les raons per creure que les peces d'escacs probablement venien de Trondheim inclouen: una dama trencada d'una manera similar es va trobar en una excavació del palau de l'arquebisbe (semblava que la peça es va trencar mentre s'estava fent), la presència de gent rica a Trondheim capaç de pagar artesans per fabricar unes peces de tan alta qualitat, talles similars a la catedral de Nidaros a Trondheim, l'excavació a Trondheim d'un escut format per estels similar als escuts tallats en algunes de les peces, i un rei de semblant disseny trobat a l'illa d'Hitra, prop de la boca del fiord de Trondheim. Woolf sosté també que l'arnès que porten les peces d'escacs inclou reproduccions "perfectes" de la mena d'arnès típic a l'època a Noruega.
Alguns historiadors creuen que les peces de Lewis foren amagades (o es varen perdre) després que ocorregués algun contratemps durant el seu transport des de Noruega fins a alguna ciutat rica de la costa est d'Irlanda, com ara Dublín. El gran nombre de peces i la seva manca de senyals d'ús poden suggerir que eren les existències d'un fabricant o comerciant de tals peces. Juntament amb les peces d'escacs, també es van trobar catorze taulers per al joc de taules i una sivella de cinturó, completament feta de vori, fent un total de 93 objectes.
Una altra possibilitat, avançada pels islandesos Gudmundur G. Thorarinsson i Einar S. Einarsson, és que les peces fossin originàries d'Islàndia. Els dos autors indiquen que el factor clau més important per a donar orígens islandesos a les peces seria el fet que inclouen alfils, i que tals peces s'utilitzaren per primer cop a Islàndia. Tanmateix, això és discutit per Woolf, que manifestava que l'ús dels alfils era originari d'Anglaterra.

## Descripció

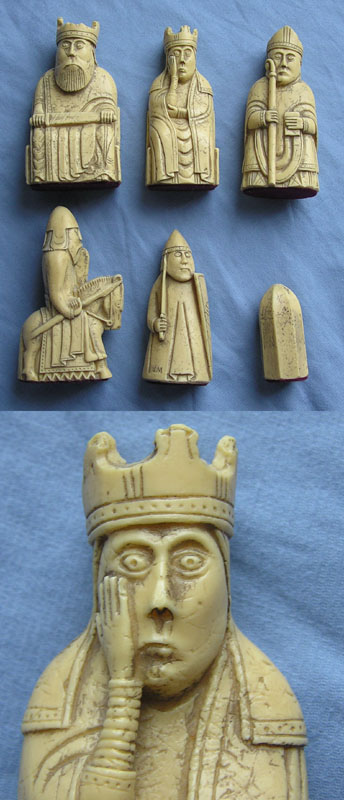
Peces de Lewis
a dalt : rei, dama, alfil
al mig: cavall, torre, peó
a baix: detall de la dama
(còpies de resina)

Gairebé totes les peces de la col·lecció són talles de vori de morsa, tot i que algunes estan tallades en dents de balena. Les 78 peces consten de 8 reis, 8 dames, 16 alfils, 15 cavalls, 12 torres, i 19 peons. Tot i que hi ha 19 peons (un joc complet n'exigeix 16), tenen la gamma més gran de mides de totes les peces, cosa que suggereix que les 78 peces podrien pertànyer com a mínim a 5 conjunts diferents. Totes les peces són escultures de figures humanes, excepte els peons, que són formes geomètriques més petites. Els cavallers duen llances i escuts, i estan muntats en cavalls bastant petits. Les torres representen soldats de peu, o escarcellers amb escut i espasa, quatre dels quals es mostren com a berserkers de mirada salvatge que mosseguen els seus escuts amb fúria batalladora. Algunes peces tenien traces de taca vermella quan van ser trobades, cosa que per distingir els dos bàndols es feia servir el vermell i el blanc, en comptes del blanc i negre utilitzats en els escacs moderns.
Els estudiosos han observat que, a l'ull modern, les peces figuratives, amb els seus ulls sortints i expressions tristes, tenen un clar caràcter còmic. Això és especialment cert en la torre que té una mirada preocupada i en els beserkers que mosseguen els seus escuts, que han estat titllats d'"irresistiblement còmics a una audiència moderna." Hom creu, tanmateix, que les expressions que actualment semblen còmiques o tristes no estaven pensades per semblar-ho, o no eren percebudes com a tal pels fabricants, que devien pretendre que aquestes imatges, en canvi, mostressin força, ferocitat o, en el cas de les reines que sostenen el cap amb una mà, "contemplació, descans i possiblement saviesa."

## Descoberta moderna
Les peces de Lewis foren descobertes a començaments de 1831 en un banc de sorra a Camas Uig, a la costa oest de l'illa de Lewis, a les Hèbrides Exteriors d'Escòcia. Hi ha diverses històries locals pel que fa a la seva arribada a Lewis i a la posterior descoberta moderna.
Malcolm "Sprot" Macleod, del municipi pròxim de Pennydonald, descobrí el tresor sota una duna, i l'exhibí breument a la seva establia; posteriorment el va vendre al capità Roderick Ryrie. La família de Malcolm Macleod va haver de marxar de Pennydonald uns quants anys més tard, quan l'àrea va ser aplanada per fer-hi una granja a Ardroil.

## Exhibició i propietat
Les peces foren exhibides per Ryrie en una reunió de la Societat d'Antiquaris d'Escòcia, l'11 d'abril de 1831. Llavors, el conjunt de peces es va dividir, i 10 en foren adquirides per Kirkpatrick Sharpe i les altres (67 peces d'escacs i 14 de taules) foren adquirides en benefici del Museu Britànic a Londres.
Kirkpatrick Sharpe trobà posteriorment un altre alfil, cosa que augmentà la seva col·lecció fins a onze figures, tota la qual fou més tard venuda a lord Londesborough. El 1888 es vengué una altra vegada, però aquesta vegada el comprador era la Societat d'antiquaris d'Escòcia, que en va fer donació al Museu Reial, a Edimburg. Les onze peces són avui en dia en exhibició al Museum of Scotland.
Les peces que van ser donades al Museu Britànic encara hi són, i moltes se'n poden contemplar a la sala 42 amb els números de registre M&ME 1831, 11-1.78-159. Algunes d'elles s'han deixat a museus escocesos i a diverses exposicions temporals. Se n'ha produït tota una gamma de còpies de resina o de plàstic, que són elements populars a les botigues del museu.
Les peces de Lewis foren el número 5 en la llista de descobriments arqueològics britànics seleccionats per experts al Museu Britànic pel documental de la BBC de 2003 Our Top Ten Treasures, presentat per Adam Hart-davis. Aparegueren en la sèrie de 2010 A History of the World in 100 Objects de Radio 4 de la BBC, com el número 61 en la secció de "Símbols d'estatus".
Una nova exposició titulada "Les peces de Lewis, desemmascarades", que inclou peces provinents tant de les col·leccions del Museu d'Escòcia com de les del Museu Britànic, juntament amb altres objectes rellevants, es va fer de manera itinerant a Escòcia el 2010. L'exposició s'inaugurà a Edimburg el 21 de maig de 2010 i continuà a Aberdeen, Shetland i Stornoway.

## Controvèrsia
El 2007-2008 s'inicià una disputa pel que fa al lloc més apropiat per a mostrar les peces. La primera referència a l'afer sorgí a les darreries de 2007, amb crides fetes de banda de polítics del Partit Nacional Escocès (SNP) de les Illes Occidentals (notablement, Annie Macdonald, Alasdair Allan i Angus Macneil) pel retorn de les peces al lloc on foren trobades. Linda Fabiani, la ministra escocesa per Europa, Afers Exteriors i Cultura, manifestava que "és inacceptable que només 11 peces de Lewis puguin descansar al Museu Nacional d'Escòcia mentre les altres 82 romanen al Museu Britànic a Londres". Richard Oram, professor d'història medieval i mediambiental a la Universitat de Stirling, sostenia que no hi havia cap raó perquè allà hi hagués d'haver més que "una mostra" de la col·lecció recollida a Londres. Ambdós punts de vista han estat desestimats per Margaret Hodge, la ministra d'estat britànica del Departament de Cultura, Mitjans de Comunicació i Esport, tot dient "és un seguit de bestieses, no és així?". La societat històrica local a Uig Comann Eachdraidh Uig, que manté un museu registrat prop del lloc del descobriment (museu que presenta informació detallada sobre les peces d'escacs i l'ocupació nòrdica a Lewis), ha dit públicament que no té intenció de reclamar la propietat de les peces i que no dona suport a les demandes perquè s'enviïn a Edimburg, però donaria la benvinguda als préstecs a curt termini.
L'octubre de 2009 24 de les peces de la col·lecció de Londres i 6 de la d'Edimburg començaren una gira de 16 mesos per diverses localitats d'Escòcia. La gira es finançava en part pel govern escocès i Mike Russell, el ministre de Cultura i Afers Exteriors, manifestava que el govern i el Museu Britànic havien "acceptat estar-ne en desacord" sobre la seva destinació final. Bonnie Greer, el president representant del museu deia que "absolutament" creia que la col·lecció principal hauria de romandre a Londres.

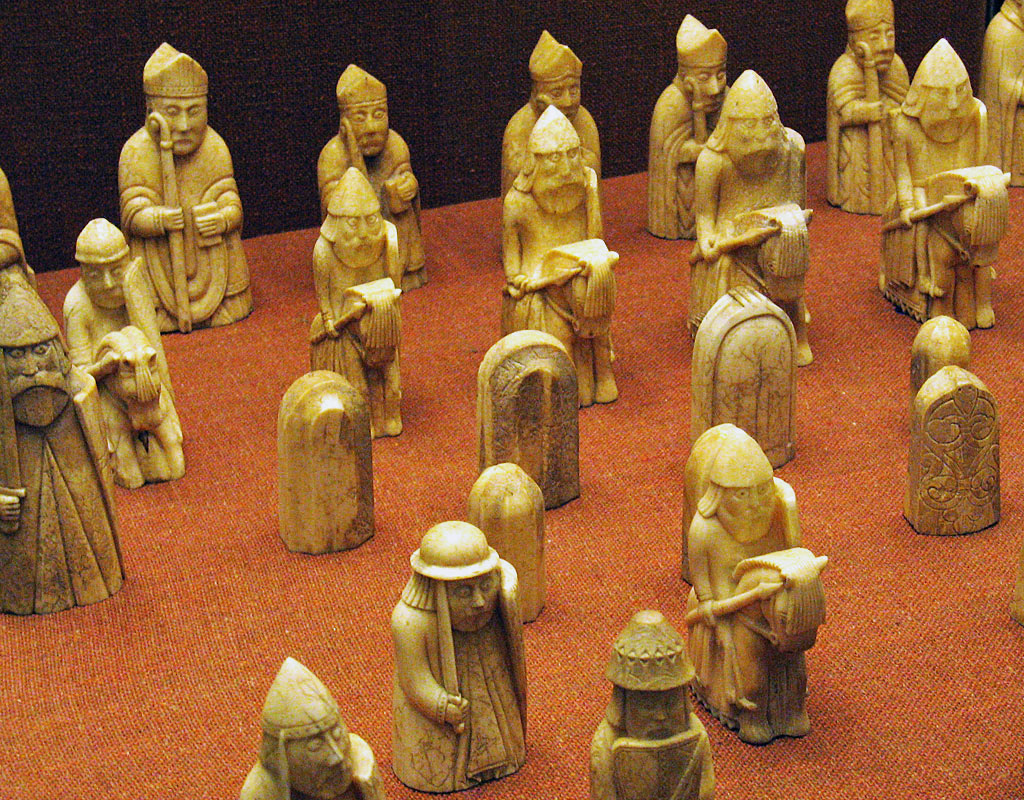
Una selecció d'algunes de les altres peces d'escacs, amb una línia d'alfils al darrere, i després una línia de cavalls
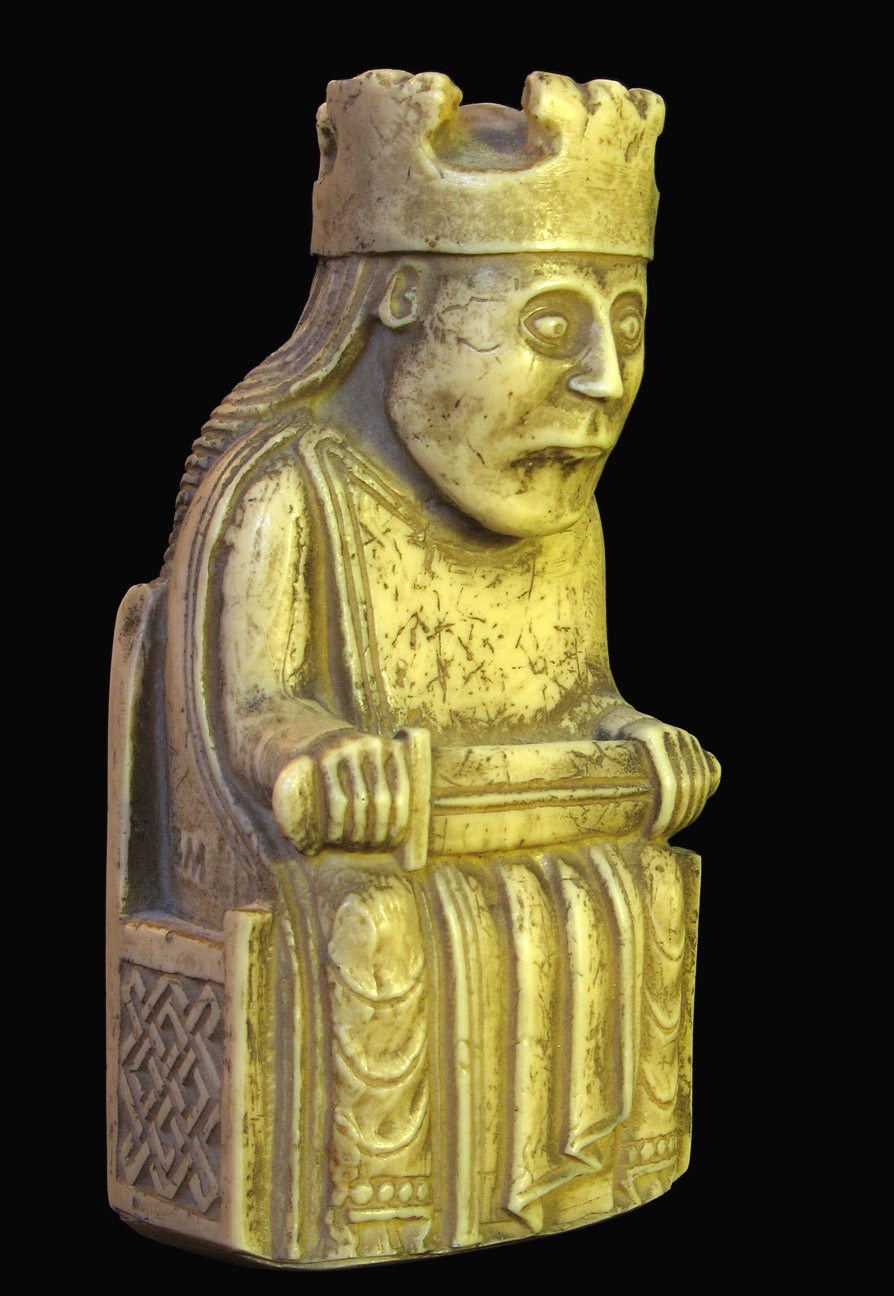
Una còpia de resina d'un dels reis
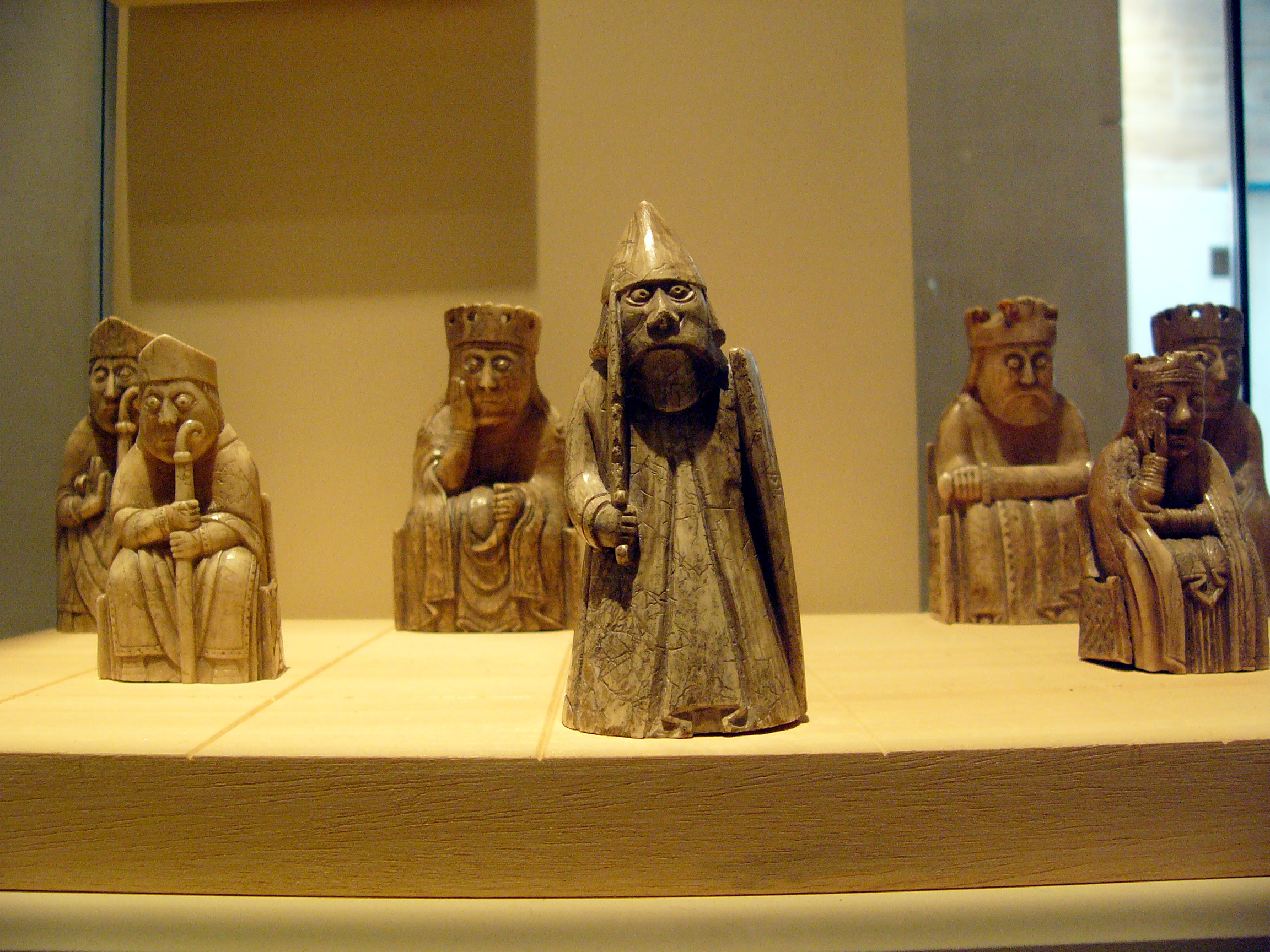
Peces de Lewis al Museu d'Escòcia
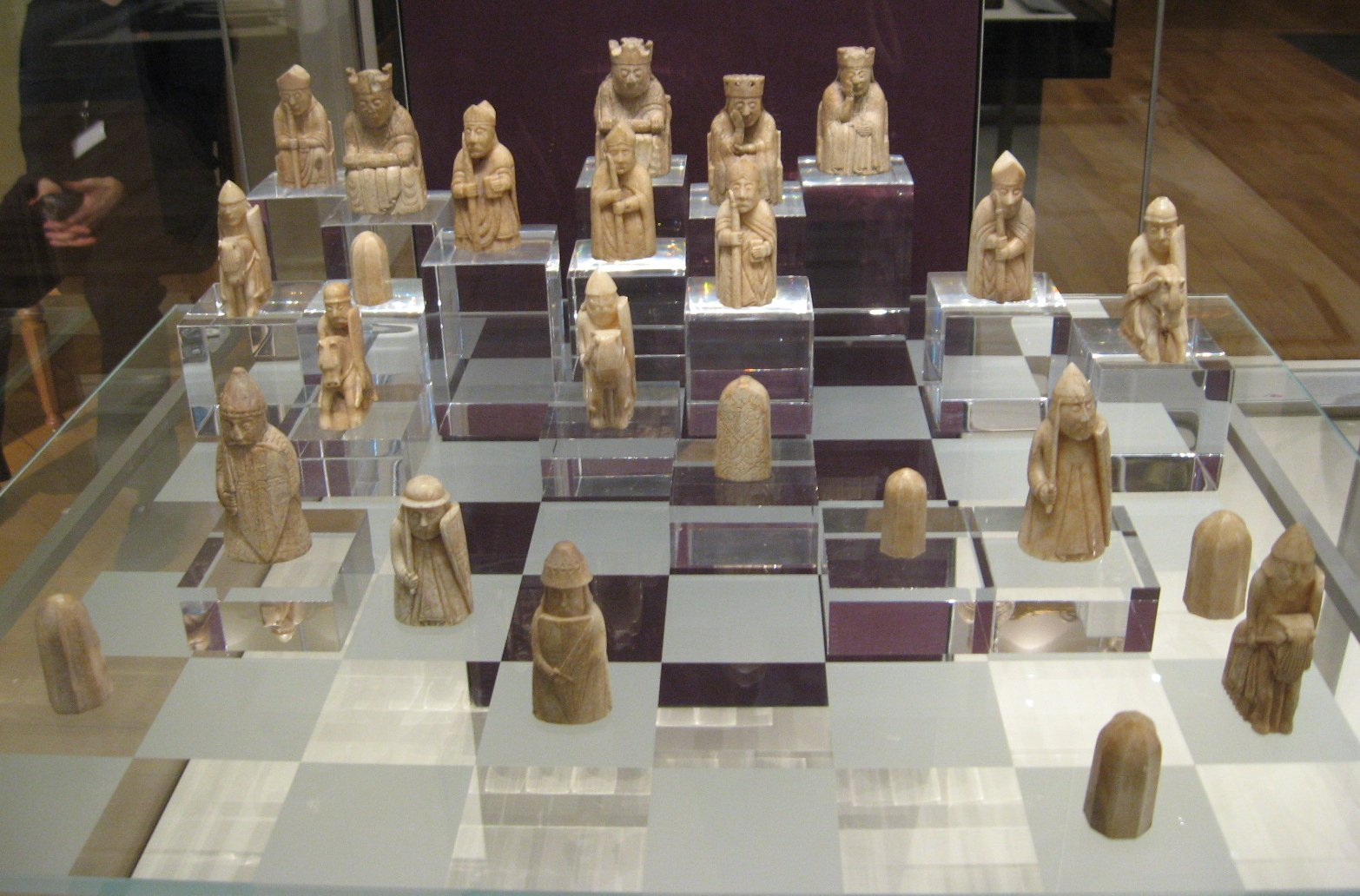
Peces de Lewis al British Museum